# A31-es autópálya (Németország)
Az A31-es autópálya (németül: Bundesautobahn 31) egy autópálya Németországban. Hossza 240 km.